# Pista di bob, slittino e skeleton di La Plagne
La pista di bob, slittino e skeleton di La Plagne è una pista di bob, slittino e skeleton situata a La Plagne-Tarentaise, nella Savoia, Francia. La pista fu sede delle gare di bob e slittino delle Olimpiadi invernali del 1992, la cui città ospitante era la vicina Albertville.

## Storia
Nel 1986, Albertville vinse l'assegnazione delle Olimpiadi invernali del 1992 su Sofia, in Bulgaria; Falun, Svezia; Lillehammer, Norvegia; Cortina d'Ampezzo, Italia; Anchorage, Alaska, Stati Uniti; e Berchtesgaden, Germania Ovest: venne scelta la località di La Roche (all'epoca facente parte dell'ex comune di Mâcot-la-Plagne), nel comprensorio sciistico di La Plagne (anche se i promotori della stazione invernali speravano in un evento di sci alpino).
La pista fu costruita dal settembre 1988 al dicembre 1990, progettata per l'uso nelle competizioni di bob e slittino. La costruzione della struttura è stata oggetto di molte polemiche, sia per il suo alto costo (233 milioni di franchi) sia per il suo impatto ambientale (anche per il grande uso di ammoniaca per la refrigerazione della pista, che obbliogò gli organizzatori perfino a fornire maschere antigas alla popolazione residente, da usare in caso di incidente), nonostante il fatto che il dossier fosse completo e rispondesse ai requisiti dell'epoca. Anche la posizione della pista è stata criticata in quanto si trova in una zona instabile e franosa.
Il personale della squadra di manutenzione del ghiaccio fu assunta nell'agosto 1990, mentre il primo test sul ghiaccio fu tenuto nel gennaio 1991. La prima prova di bob fu nel febbraio 1991, mentre la prima prova di slittino nel marzo 1991.
Gli eventi olimpici si svolsero senza intoppi durante i nove giorni di gara, con più di 159 atleti provenienti da 25 paesi che hanno gareggiato nel bob e 89 atleti in rappresentanza di 22 nazioni nello slittino. La squadra tedesca vinse sette medaglie olimpiche in entrambe le discipline.
La pista ospitò la gara di skeleton dei Campionati del Mondo FIBT nel 1993.
Dalle Olimpiadi invernali del 1992, la pista ha ospitato programmi sulle corse di bob eseguiti dal medagliato olimpico invernale del 1998 Bruno Mingeon. La pista venne indicata nella candidatura di Annecy per le Olimpiadi invernali del 2018, presentata al Comitato Olimpico Internazionale il 15 ottobre 2009.

## Statistiche
La pista è composta da 6500 m³ di calcestruzzo raffreddato con 80 km di tubazioni di refrigerazione ad ammoniaca del diametro di 10 cm che possono mantenere la pista raffreddata a -15 °C.  Quando l'acqua viene versata per ghiacciare la pista, 15 operai applicano manualmente l'acqua per generare ghiaccio fino a uno spessore di 4 cm che viene mantenuto a una temperatura compresa tra -7 e -10 °C. L'esterno della pista è coperto con isolamento e legno. 40 km di condotto elettrico collega la pista dall'inizio alla fine, compresi cronometraggio, cavi televisivi, computer e sensori. I tecnici della pista di bob e slittino di Igls, in Austria, hanno assistito manutentori del ghiaccio durante la produzione e la manutenzione del ghiaccio per le Olimpiadi invernali del 1992.

## Lunghezza del percorso e curve
| Sport                                    | Lunghezza | Lunghezza | Numero di curve | Dislivello | Dislivello | Inclinazione media (%) |
| ---------------------------------------- | --------- | --------- | --------------- | ---------- | ---------- | ---------------------- |
| Sport                                    | metri     | yards     | Numero di curve | metri      | piedi      | Inclinazione media (%) |
| Bob e skeleton                           | 1 507,5   | 1 648,6   | 19              | 124,5      | 408        | 8.29                   |
| Slittino - singolo uomini                | 1 249,50  | 1 366,47  | 15              | 110,62     | 362,9      | 8.8                    |
| Slittino - singolo donne / doppio uomini | 1 142,60  | 1 249,56  | 14              | 92,24      | 302,6      | 7.5                    |

Non ci sono nomi elencati per le curve della pista.
| Sport                          | Record    | Nazione - atleta/i                          | Data             | Tempo (secondi) |
| ------------------------------ | --------- | ------------------------------------------- | ---------------- | --------------- |
| Slittino - singolare maschile  | Tracciato | Austria Markus Prock                        | 11 dicembre 1995 | 45.176          |
| Slittino - singolare femminile | Tracciato | Austria Angelika Neuner                     | 10 dicembre 1995 | 45.277          |
| Slittino - doppio maschile     | Tracciato | Germania - Patric Leitner e Alexander Resch | 9 dicembre 1995  | 45.022          |

## Maggiori eventi ospitati
- Olimpiadi invernali 1992
- Campionati del mondo FIBT : 1993 (skeleton)[9]